# 廖力生
廖力生（1993年4月29日—），籍貫揭阳市揭西县金和镇，出生于深圳市龙岗区。是一名中国足球运动员，司职中场。

## 俱乐部生涯
2002年，9岁的廖力生离家前往南宁，加盟广西大力神足球学校，之后又辗转肇庆日之泉足球学校、古广明足球学校和深圳金威梯队，于2008年加盟东莞南城。
2011年，廖力生入选东莞南城一线队，参加2011年中国足球乙级联赛。2011赛季，他在南区出场19次，射进3球，帮助东莞南城获得第四名，晋级总决赛。廖力生在总决赛的五场比赛都有出场，虽然东莞南城晋级到半决赛，不过在半决赛中以两回合总比分0比3不敌重庆FC而无缘直接升级。在三四名决赛中，东莞南城0比2输给福建骏豪，错过进入升级附加赛的机会。2012赛季，廖力生成为球队队长。虽然东莞南城被认为是该赛季的冲甲热门，但最后却仅在南区获得第六位，无缘升级。不过这个赛季中，廖力生曾于2012年6月2日在2012年中国足协杯第二轮射进一球，帮助球队1比0爆冷击败中甲球队天津松江，成为足协杯历史上首支晋级第三轮的乙级球队。2012年6月27日，东莞南城在足协杯第三轮0比4不敌山东鲁能被淘汰。
2012年10月底，廖力生和队友方镜淇、杨超声、李伟新、胡威威、张兴博、王睿一起加盟中国足球超级联赛球队广州恒大签下。2013年10月30日，他在中超联赛第29轮客场对阵上海东亚的比赛首发出场，完成中超首秀。
2014年2月26日，廖力生在亚冠小组赛首轮主场对阵墨尔本胜利的下半场替补穆里奇出场，并在亚冠处子秀中场长传助攻埃尔克森打进反超比分的一球，最终帮助球队4比2逆转对手。2014年3月18日，他在亚冠小组赛第三轮对阵全北现代汽车赛前临时替换赵旭日首发出场，在第17分钟助攻郜林首开纪录，并在第61分钟头球打入加盟球队的首球，帮助广州恒大3比1战胜对手。廖力生在2014赛季成为广州恒大的半主力球员，为球队出场28次，并入选该赛季最佳新人的候选人名单。不过在2014年11月的中超颁奖典礼中，他不敌山东鲁能的刘彬彬未能当选。2015年3月18日，他在亚冠小组赛对阵鹿岛鹿角的比赛中受伤导致第五跖骨骨折，并前往意大利进行手术。几乎整个球季未能为球队登场。
2016球季廖力生重返球队阵容，并在最后一轮主场对阵山东鲁能泰山攻入中超联赛首球。
2024年1月19日，有报道指出，中甲球队广州队面临欠薪问题，一些球员和律师已经提出证据，并相关部门已受理此事。受影响的球员包括目前效力于泰山的前国脚廖力生。据称，前广州队球员的欠薪总额超过了广州队目前一年的运营费用，达到了超过千万元的八位数。

## 国家队生涯
2014年5月，廖力生首次入选佩兰执教的中国国家队的36人集训大名单。同年6月18日，他在中国2比0击败马其顿的友谊赛首发出场，上演成年国家队首秀。他在比赛第56分钟助攻队友于汉超首开纪录。2014年12月24日，中国国家队正式对外公布参加2015年澳大利亚亚洲杯的23人大名单，廖力生成为国足亚洲杯阵容的一员。但最终未有上场。
2016年初，廖力生作为国奥队主力，身披10号球衣参加U23亚洲杯。他在三场小组赛中均有入球，但未能帮助中国队出线。